# Драчевица (Студеничани)
Драчевица (мкд. Драчевица) је насеље у Северној Македонији, у северном делу државе. Драчевица припада општини Студеничани, која окупља јужна предграђа Града Скопља.

## Географија
Драчевица је смештена у северном делу Северне Македоније. Од најближег већег града, Скопља, насеље је удаљено 20 km југоисточно.
Насеље Драчевица је у оквиру историјске области Торбешија, која се обухвата јужни обод Скопског поља. Насеље је смештено на северозападним падинама планине Китка. Надморска висина насеља је приближно 500 метара.
Месна клима је континентална.

## Становништво
Драчевица је према последњем попису из 2002. године имала 250 становника.
Претежно становништво у насељу су Албанци (99%).
Већинска вероисповест је ислам.